# Paranatinga
Paranatinga este un oraș în Mato Grosso (MT), Brazilia.